# Ciriaco Benavente Mateos
Ciriaco Benavente Mateos (Malpartida de Plasencia, 3 gennaio 1943) è un vescovo cattolico spagnolo, dal 25 settembre 2018 vescovo emerito di Albacete.

## Biografia
Ciriaco Benavente Mateos nacque a Malpartida de Plasencia il 3 gennaio 1943.

### Formazione e ministero sacerdotale
Compì gli studi ecclesiastici nel seminario di Plasencia. Nel 1971 conseguì la laurea in economia sociale presso l'Università di Salamanca.
Il 4 giugno 1966 fu ordinato presbitero per la diocesi di Plasencia da monsignor Juan Pedro Zarranz y Pueyo. In seguito fu vicario coadiutore della parrocchia di San Giovanni Battista a Béjar dal 1966 al 1972, parroco della stessa parrocchia dal 1973 al 1979, rettore del seminario di Plasencia dal 1979 al 1982, delegato diocesano per il clero dal 1982 al 1990 e vicario generale dal 1990 al 1992.

### Ministero episcopale
Il 17 gennaio 1992 papa Giovanni Paolo II lo nominò vescovo di Coria-Cáceres. Ricevette l'ordinazione episcopale il 22 marzo successivo nella cattedrale di Coria dall'arcivescovo Mario Tagliaferri, nunzio apostolico in Spagna, co-consacranti il cardinale Marcelo González Martín, arcivescovo metropolita di Toledo, e il vescovo di Plasencia Santiago Martínez Acebes. Durante la stessa celebrazione prese possesso della diocesi.
Il 16 ottobre 2006 papa Benedetto XVI lo nominò vescovo di Albacete. Prese possesso della diocesi il 16 dicembre successivo.
Nel marzo del 2014 compì la visita ad limina.
Il 25 settembre 2018 papa Francesco accettò la sua rinuncia al governo pastorale della diocesi per raggiunti limiti di età.
In seno alla Conferenza episcopale spagnola è membro della commissione per la pastorale sociale e la promozione umana dal marzo del 2020. In precedenza è stato presidente della commissione per le migrazioni dal 1993 al 2005; membro della commissione per le migrazioni dal 2005 al 2011; membro della commissione per la pastorale sociale dal 2005 al 2011; presidente della commissione per le migrazioni dal 2011 al 2014 e dal marzo del 2017 al 2020 e membro della commissione per la pastorale sociale dal marzo del 2017 al 2020.
L'8 gennaio 2022 fu nominato amministratore apostolico di Plasencia; ricoprì tale ufficio fino al 15 ottobre dello stesso anno.

## Genealogia episcopale
La genealogia episcopale è:
- Cardinale Scipione Rebiba
- Cardinale Giulio Antonio Santori
- Cardinale Girolamo Bernerio, O.P.
- Arcivescovo Galeazzo Sanvitale
- Cardinale Ludovico Ludovisi
- Cardinale Luigi Caetani
- Cardinale Ulderico Carpegna
- Cardinale Paluzzo Paluzzi Altieri degli Albertoni
- Papa Benedetto XIII
- Papa Benedetto XIV
- Papa Clemente XIII
- Cardinale Giovanni Francesco Albani
- Cardinale Carlo Rezzonico
- Cardinale Antonio Dugnani
- Arcivescovo Jean-Charles de Coucy
- Cardinale Gustave-Maximilien-Juste de Croÿ-Solre
- Vescovo Charles-Auguste-Marie-Joseph Forbin-Janson
- Cardinale François-Auguste-Ferdinand Donnet
- Vescovo Charles-Emile Freppel
- Cardinale Louis-Henri-Joseph Luçon
- Cardinale Charles-Henri-Joseph Binet
- Cardinale Maurice Feltin
- Cardinale Jean-Marie Villot
- Arcivescovo Mario Tagliaferri
- Vescovo Ciriaco Benavente Mateos